# Evi Van Acker
Evi Van Acker (Gand, 23 settembre 1985) è una velista belga.

## Palmarès

### Olimpiadi
- 1 medaglia:
  - 1 bronzo (Londra 2012 nella classe Laser Radial)

Mondiali
- 4 medaglie:
  - 2 argenti (Perth 2011 nella classe Laser Radial; Medemblik 2017 nella classe Laser Radial)
  - 2 bronzi (Santander 2014 nella classe Laser Radial; Al Mussanah 2015 nella classe Laser Radial)